# Sågdammen (Älvsereds socken, Västergötland)
Sågdammen är en sjö i Falkenbergs kommun i Västergötland och ingår i Ätrans huvudavrinningsområde. Sjöns area är 0,039 kvadratkilometer och den befinner sig 140 meter över havet.